# Svenska Irländsk Setterklubben
Svenska Irländsk Setterklubben (SISK) är en hundrasklubb grundad 1910. Klubben är specialklubb inom Svenska Kennelklubben (SKK) för hundraserna irländsk röd setter och irländsk röd och vit setter. Klubbens målsättning är att befrämja aveln av den irländska settern inom Sverige, samt att sprida kännedom om och väcka ett allmännare intresse för raserna. Klubbens primära uppgift är enligt stadgarna att bevara och utveckla rasernas jaktegenskaper, mentala och fysiska sundhet och exteriör. Det innebär bland annat att klubbens uppgift är att verka för att stimulera ett seriöst avelsarbete som tar fasta på att rasernas viktigaste egenskaper, jaktbarhet, sundhet och funktionell exteriör bibehålls och utvecklas. För utvärdering av aveln arrangeras jaktprov och utställningar. Jaktproven förläggs till fält, fjäll eller skog.